# 佩德拉薩市

佩德拉薩市（西班牙語：Municipio Pedraza），是委內瑞拉的一個市，位於該國西部巴里納斯州，首府設於玻利維亞城，始建於1591年12月20日，面積6,693平方公里，2013年人口72,373，人口密度為每平方公里10,813.24人。